# Nils Butzen
Nils Butzen (* 2. April 1993 in Mühlhausen/Thüringen) ist ein deutscher Fußballspieler. Der Außenverteidiger steht beim FC Carl Zeiss Jena unter Vertrag.

## Karriere
Butzen kam 2009 aus der Jugend des FC Union Mühlhausen zum 1. FC Magdeburg. Bis 2010 spielte er in der U-17-Mannschaft des Vereins, von 2010 bis 2011 in der U-19. In der Rückrunde der Oberliga-Spielzeit 2010/11 absolvierte Butzen drei Partien für die zweite Mannschaft des FCM, die am Saisonende abstieg.
2011 wurde Butzen in den Profikader der Magdeburger übernommen, kam in der Hinrunde der Regionalliga-Spielzeit 2011/12 jedoch nicht zum Einsatz. In der Rückrunde stand Butzen immerhin in sechs Spielen auf dem Platz. In der neugegründeten Regionalliga Nordost gelang Butzen der Durchbruch: In 21 Partien wirkte er mit und Magdeburg konnte sich im Vergleich zur Vorsaison deutlich verbessern. Das nächste Jahr verlief für Butzen weniger erfolgreich. In der Saison 2013/14 stand Butzen lediglich eine Partie auf dem Platz. Magdeburg verpasste zudem die Meisterschaft mit zwölf Punkten Rückstand auf die TSG Neustrelitz. In der Saison 2014/15 konnte sich Butzen als Rechtsverteidiger etablieren und stand in 22 Partien auf dem Rasen. Am Ende einer erfolgreichen Saison, in der man Meister der Fußball-Regionalliga Nordost wurde, stand Butzen auch in den Aufstiegsspielen zur 3. Liga auf dem Feld. In diesen bezwang man die Kickers Offenbach und machte somit den Aufstieg perfekt.
Sein Drittliga-Debüt absolvierte Butzen am 1. Spieltag der Spielzeit 2015/16, dem 24. Juli 2015, beim 2:1-Auftakterfolg über den FC Rot-Weiß Erfurt.
Mit dem 1. FC Magdeburg wurde Butzen 2018 Deutscher Drittligameister und stieg in die 2. Fußball-Bundesliga auf. Als Kapitän der Mannschaft brachte er es unter Trainer Jens Härtel in der Hinrunde der Saison 2018/19 auf 13 Einsätze. Härtel wurde jedoch ab dem 14. Spieltag durch Michael Oenning ersetzt. Nicht nur die Einsatzzeiten Butzens schrumpften ab diesem Trainerwechsel deutlich, er musste auch das Amt als Kapitän niederlegen. Bis zum Saisonende erhielt er nur noch fünf kürzere Möglichkeiten sich in der zweithöchsten deutschen Spielklasse zu empfehlen. Dennoch unterbreitete ihm der 1. FC Magdeburg im April 2019 ein Vertragsangebot, welches Butzen, obwohl er ursprünglich seine Karriere in Magdeburg beenden wollte, ablehnte.
Im Sommer 2019 wechselt Butzen nach 8 Jahren im Dienste des FCM zum Drittligisten Hansa Rostock und unterschrieb bei den Ostseestädtern einen Kontrakt über zwei Jahre. Hansa-Trainer Jens Härtel, unter den Butzen bereits in Magdeburg trainierte und spielte, ließ den gebürtigen Thüringer am 27. Juli 2019 beim Auswärtsspiel in Halle (0:1) für den FC Hansa debütieren. In der 1. Runde im DFB-Vereinspokal gegen den VfB Stuttgart stand er zudem in der Startelf und verlor mit Hansa gegen den Zweitligisten knapp mit 0:1. Im Laufe der Saison, die zwischenzeitlich aufgrund der COVID-19-Pandemie für mehrere Monate ausgesetzt werden musste, summierten sich seine Drittliga-Einsätze für Rostock auf 33 Spiele. Gegen den FC Ingolstadt 04 gelang dem Verteidiger hierbei am 25. Spieltag sein erstes Tor für die Kogge. Drei weitere Pflichtspieleinsätze erfuhr Nils Butzen im Lübzer-Pils-Cups, den er am Ende der Spielzeit mit dem FC Hansa im Finale gegen den Torgelower FC Greif auch erwartungsgemäß gewann (3:0). Die dadurch erreichte Qualifikation für die Teilnahme am DFB-Pokal in Saison 2020/21 führte zu einer Neuauflage der Partie Hansa Rostock gegen VfB Stuttgart in der ersten Runde dieses Wettbewerbes. Wie in der Vorsaison verlor Butzen mit Rostock gegen die mittlerweile in die Bundesliga aufgestiegenen Schwaben 0:1. Im Laufe der Drittliga-Saison 2020/21, in der am Ende der Aufstieg in die 2. Bundesliga gelang, lief er verletzungsbedingt nur zwölf Mal für die Hanseaten auf und hatte somit Anteil am Erfolg der Mannschaft. Nach Beendigung der Saison trennten sich die Wege von Hansa und Butzen.
Ligaintern schloss sich Butzen als 28-Jähriger dem FSV Zwickau an. An der Mulde erhielt er einen Zweijahresvertrag. 2023 musste er mit den Zwickauern den Abstieg in die Regionalliga hinnehmen. Daraufhin verließ Butzen den Verein nach insgesamt 55 Ligaspielen.
Mitte September 2023 schloss er sich dem Regionalligisten FC Carl Zeiss Jena an.

## Erfolge
1. FC Magdeburg
- Landespokalsieger: 2013, 2014
- Meister der Regionalliga Nordost: 2015
- Aufstieg in die 3. Liga: 2015
- Meister 3. Liga 2018
- Aufstieg in die 2. Bundesliga: 2018

Hansa Rostock
- Landespokalsieger Mecklenburg-Vorpommern: 2020
- Aufstieg in die 2. Bundesliga: 2021

Carl Zeiss Jena
- Thüringer Landespokal: 2024